# Leonid Stein
Leonid Stein, ros. Леонид Захарович Штейн (ur. 12 listopada 1934 w Kamieńcu Podolskim, zm. 4 lipca 1973 w Moskwie) – ukraiński szachista, arcymistrz od 1962 roku.

## Kariera szachowa
W latach 60. należał do ścisłej światowej czołówki. Trzykrotnie (w latach 1963, 1965 i 1966) zdobył tytuły mistrza Związku Radzieckiego. Zwyciężył lub podzielił I miejsce w wielu międzynarodowych turniejach, m.in. w Berlinie (1962), Moskwie (1967 i 1971, wraz z Anatolijem Karpowem), Sarajewie (1967, turniej Bosna, wraz z Borislavem Ivkovem), Hastings (1967/1968, wraz z Vlastimilem Hortem, Florinem Gheorghiu i Aleksiejem Suetinem), Kecskemet (1968), Tallinnie (1969), Pärnu (1971), Zagrzebiu (1972) oraz Las Palmas (1973, wraz z Tigranem Petrosjanem). Dwukrotnie reprezentował ZSRR na szachowych olimpiadach, zdobywając 4 medale: 3 złote (wraz z drużyną w latach 1964 i 1966 oraz indywidualnie w roku 1964, za rezultat na V szachownicy) i srebrny (za indywidualny wynik na IV szachownicy w roku 1966). Łącznie rozegrał 25 olimpijskich partii, w których zdobył 19 pkt. Trzykrotnie startował w turniejach międzystrefowych, za każdym razem osiągając bardzo dobre rezultaty:
- Sztokholm 1962[2] – podzielił VI-VIII miejsce, następnie zwyciężył w dogrywce o jedno premiowane awansem miejsce, ale do meczów pretendentów nie awansował wskutek przepisu ograniczającego liczbę awansujących zawodników z jednego kraju do trzech (tzw. zasada trzech),
- Amsterdam 1964[3] – zajął V miejsce, ale ponownie był dopiero czwartym w kolejności zawodnikiem ZSRR i do grona pretendentów nie awansował,
- Sousse 1967[4] – podzielił VI-VIII miejsce, w dogrywce o jedno miejsce zajął II miejsce i po raz trzeci nie zdobył awansu do kolejnego etapu zmagań o tytuł mistrza świata.

W roku 1972 rozegrał jedną partię w meczu ZSRR – reszta świata w Belgradzie (w IV rundzie zastąpił na I szachownicy Borysa Spasskiego).
Zmarł nagle na atak serca w przeddzień odlotu reprezentacji ZSRR na drużynowe mistrzostwa Europy w Bath w lipcu 1973 roku.
Najwyższy ranking osiągnął 1 lipca 1972 r., z wynikiem 2620 punktów dzielił wówczas (wspólnie z Wasilijem Smysłowem) 11. miejsce na światowej liście FIDE. Według retrospektywnego systemu Chessmetrics, najwyżej sklasyfikowany był pomiędzy kwietniem 1966 a czerwcem 1967 r., zajmował wówczas 3. miejsce na świecie.